# Erik Tjon Kie Sim
Erik Leopold Tjon Kie Sim (Paramaribo, 18 november 1936 – aldaar, 12 april 2009) was een Surinaams politicus en aannemer.
Erik Tjon Kie Sim was in het gezin de oudste van zeven kinderen, vijf zusters en een broer. Hij groeide op in Paramaribo aan de Ladesmastraat, in de volksmond bekend als Tingi Oekoe.
Hij vertrok in de jaren 50 naar Nederland. In het begin van de jaren zestig keerde hij terug naar Suriname. Nadat hij hier een korte tijd voor de Bruynzeel Suriname Houtmaatschappij N.V. had gewerkt vertrok hij weer naar Nederland om zijn studie af te ronden. Hij keerde terug als bouwkundig ingenieur en nam hier op een gegeven moment het Bouwbedrijf Tjon Kie Sim van zijn vader over en maakte er de NV Aannemingsmaatschappij Tjon Kie Sim van.
Onder zijn supervisie werden grote bouwwerken geleverd, waaronder Hotel Krasnapolsky, het Onafhankelijkheidshotel en de apotheek van het Academisch Ziekenhuis (AZ). Ook bouwde zijn bedrijf de nieuwe gedeeltes van het AZ en het Sint Vincentius Ziekenhuis, 600 volkswoningen op Flora, Sura-woningen op Hannaslust en een lanceerplatform op de raketbasis in Kourou.
Van 1982 werd hij minister van Opbouw, Natuurlijke Hulpbronnen en Energie, later hernoemd tot Natuurlijke Hulpbronnen en Energie (NHE). In februari 1984 trad een nieuw kabinet aan met Wim Udenhout als premier en minister van Buitenlandse Zaken terwijl Tjon Kie Sim naast minister van Natuurlijke Hulpbronnen, Energie ook minister van Openbare Werken, Telecommunicatie en Bouwnijverheid werd. Na een kabinetscrisis in 1985 bleef Udenhout premier, maar Tjon Kie Sim volgde hem op als minister van Buitenlandse Zaken. Hiermee kon Udenhout zich meer richten op de coördinerende taak binnen de ministerraad. Als NHE-minister zorgde hij ervoor dat de Surinaamse tijd een half uur vooruit werd gezet zodat deze nu overeenkomt met de tijd in Frans-Guyana en het deel van Brazilië dat aan Suriname grenst.
Eind februari 1986 diende Erik Tjon Kie Sim zijn ontslag in bij het het militair gezag en begin maart werd Henk Herrenberg, diplomaat en tot dan kabinetschef van Desi Bouterse, door waarnemend president Ramdat Misier beëdigd tot minister van Buitenlandse Zaken.
Van 1998 tot 2000 was hij voorzitter van de Raad van Commissarissen van de Staatsolie Maatschappij Suriname. 
Naast zijn beroeps- en politieke carrière was hij tot zijn laatste dagen ook als sportmanager in de Surinaamse samenleving actief. Onder zijn voorzitterschap van 1972 tot 1979 was de voetbalvereniging  SV Transvaal nationaal- en internationaal in CONCACAF verband succesvol. Verder werd Tjon Kie Sim in 1996 gekozen tot voorzitter van de Surinaamse Voetbalbond, maar bedankte binnen een jaar. In de jaren 90 werd hij ook opgenomen in het bestuur van het Surinaams Olympisch Comité onder leiding van professor Baltus Oostburg.
Erik Tjon Kie Sim overleed in 2009 op 72-jarige leeftijd aan de gevolgen van kanker in het Sint Vincentius Ziekenhuis.